# Grasblättriger Froschlöffel
Der Grasblättrige Froschlöffel (Alisma gramineum) ist eine Pflanzenart aus der Gattung Froschlöffel (Alisma) innerhalb der Familie der Froschlöffelgewächse (Alismataceae). Er ist in gemäßigten Gebieten auf der Nordhalbkugel (Holarktis) weitverbreitet.

## Beschreibung

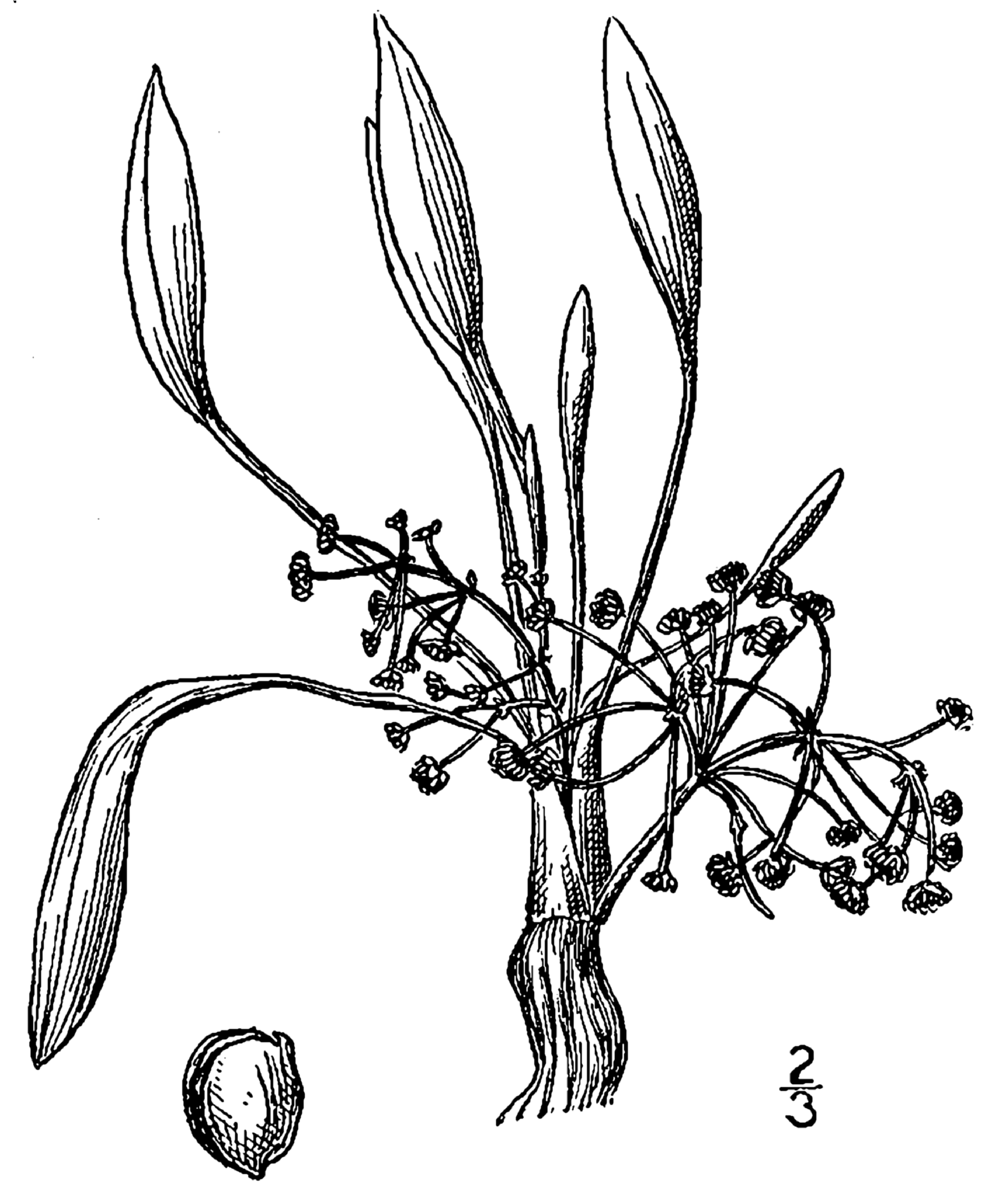
Illustration

### Erscheinungsbild und Blatt
Der Grasblättrige Froschlöffel wächst als sommergrüne, ausdauernde krautige Pflanze und erreicht Wuchshöhen von 6 bis, meist 10 bis 30, selten bis zu 80 Zentimetern. Es handelt sich um eine submers und emers wachsende Wasser- und Sumpfpflanze. Die Pflanzenteile sind kahl.
Es liegt Heterophyllie vor; die submersen und emersen Laubblätter sind unterschiedlich geformt. Die Laubblätter sind höchstens kurz gestielt. Die Laubblätter sind bei einer Länge von 3 bis 7 Zentimetern sowie einer Breite von 0,8 bis 2 Zentimetern linealisch bis schmal-lanzettlich mit sich verjüngender Basis und stumpfer Spreitenspitze. Die mittelgroßen Grundblätter sind lanzettlich-elliptisch und die untergetauchten Laubblätter sind linealisch-bandförmig.

### Blütenstand, Blüte und Frucht
Die Blütezeit liegt im Hochsommer und reicht in Mitteleuropa von Juni bis September. Der aufsteigende bis niederliegende Blütenstandsschaft ist meist unbeblättert. In einem zusammengesetzten, rispigen Blütenstand stehen viele Blüten zusammen. Die Tragblätter sind lanzettlich-eiförmig. Die ausgebreiteten bis zurückgekrümmten Blütenstiele sind verdickt und bis zu 5 Zentimeter lang.
Die zwittrigen Blüten sind bei einem Durchmesser von etwa 8 Millimetern radiärsymmetrisch und dreizählig. Die drei grünen, haltbaren Kelchblätter sind bei einer Länge von 1,5 bis 2,5 Millimetern eiförmig mit spitzem oberen Ende. Die drei weißen, weißlichen bis purpurfarben-weißen Kronblätter sind bei einer Länge von 2,5 bis 3,5 Millimetern sowie einer Breite von 2 bis 3,5 Millimetern verkehrt-eiförmig mit stumpfem oberen Ende. Die sechs Staubblätter sind kürzer als die Fruchtblätter. Die Staubbeutel sind etwas kreisförmig oder isodiametrisch. Die zahlreichen freien, bei einem Durchmesser von etwa 1 Millimeter fast eiförmigen Fruchtblätter stehen in einem Kreis. Die Griffel sind kürzer als das Fruchtblatt und mehr oder weniger hakig zurück gebogen; sie sind im oberen Viertel bis Hälfte papillös.
Die seitlich abgeflachte Achäne ist bei einer Länge von 2,5 Millimetern verkehrt-eiförmig sowie auf der Rückenseite geschnäbelt und besitzt dicke, lichtundurchlässig Fruchtwände sowie auf der Rückenseite ein bis drei Furchen.

### Chromosomensatz
Chromosomengrundzahl beträgt x = 7; es liegt Diploidie vor, also 2n = 14.

## Ökologie
Beim Grasblättrigen Froschlöffel handelt es sich um einen helomorphen Hydrophyten. Der Grasblättrige Froschlöffel ist sehr gut an seine untergetauchte Lebensweise angepasst. Es werden Wassertiefen bis mindestens 5 Meter besiedelt.
Unter Wasser kann es zu einer normalen Blüten- und Fruchtbildung kommen. Die Blüten sind von einer Luftblase umgeben und autogam; es kann Insektenbestäubung erfolgen. Die Ausbreitung der Diasporen erfolgt durch Wasserausbreitung oder Klettausbreitung.

## Vorkommen und Gefährdung
Der Grasblättrige Froschlöffel kommt auf der Nordhalbkugel in Eurasien und in Nordamerika vor. Einzelne Vorkommen gibt es auch in Nordafrika (Ägypten, Marokko). Das weltweite Verbreitungsgebiet liegt zwischen dem 40. und dem 60. nördlichen Breitengrad. Innerhalb Westeuropas fehlt der Grasblättrige Froschlöffel auf der Iberischen Halbinsel; in Großbritannien ist sie eventuell nur eingeschleppt. Im Jahr 2013 gibt es Fundorte in Deutschland, Österreich, Schweiz, Frankreich, Italien (ohne die Inseln), Niederlande, Belgien, Vereinigtes Königreich, Polen, Tschechien, Slowakei, Ungarn, Estland, Lettland, Litauen, Belarus, Bulgarien, Moldawien, Griechenlands Festland, Ukraine und auf der Krim. Die Vorkommen in Dänemark sowie Schweden waren 2013 als erloschen gemeldet.
Der Grasblättrige Froschlöffel kommt vor allem in der Assoziation des Potamogetonetum panormitani-graminei, aber auch in Gesellschaften der Ordnung Littorelletalia oder der Verbände Nanocyperion oder Phragmition vor. Die Varietät Alisma gramineum var. angustissimum (DC.) Hendricks gedeiht vorzugsweise in Gesellschaften der Ordnung Potamogetonetalia.

## Taxonomie
Die Erstveröffentlichung von Alisma gramineum erfolgte 1811 durch den belgischen Botaniker Alexandre Louis Simon Lejeune in Flore des Environs de Spa, 1, S. 175. Das Artepitheton gramineum bedeutet grasartig. Ein Homonym ist Alisma gramineum C.C.Gmel. in Carl Christian Gmelin: Flora Badensis Alsatica et confinium regionum Cis et Transrhenana, Band 4, 1826, S. 256. Es wurden viele Subtaxa beschrieben, die heute alle Synonyme sind. Synonyme für Alisma gramineum Lej. sind: Alisma plantago-aquatica var. angustissimum DC., Alisma plantago-aquatica var. micropetalum Celak., Alisma plantago-aquatica var. pumilum Nolte ex Sond., Alisma plantago-aquatica var. terrestre (Glück) Hegi nom. illeg., Alisma plantago-aquatica var. graminifolium Wahlenb., Alisma plantago-aquatica subsp. graminifolium (Wahlenb.) Hegi, Alisma graminifolium (Wahlenb.) Ehrh. ex Ledeb., Alisma loeselii Gorski, Alisma loeselii Gorski ex Juzep., Alisma validum Greene, Alisma geyeri Torr., Alisma arcuatum Michalet, Alisma plantago-aquatica var. arcuatum (Michalet) Buchenau, Alisma plantago-aquatica subsp. arcuatum (Michalet) Nyman, Alisma plantago-aquatica var. decumbens Boiss., Alisma gramineum var. geyeri (Torr.) Sam., Alisma gramineum var. angustissimum (DC.) Hendricks, Alisma gramineum var. graminifolium (Wahlenb.) Hendricks.